# F/X - Dödlig effekt
F/X - Dödlig effekt (eng: F/X) är en amerikansk action/thrillerfilm från 1986 i regi av Robert Mandel. I huvudrollerna ses Bryan Brown, Brian Dennehy och Diane Venora. Filmen fick en uppföljare F/X2 (1991) och en spinoff-serie F/X: The Series 1996, som sändes i tre säsonger.

## Handling
Specialeffekt-experten Rollie Tyler blir anlitad av USA:s justitiedepartement för att låtsas begå ett mord på en gangster som ska gå in vittnesskyddsprogrammet. När "mordet" är begånget visar det sig att Tyler blivit förrådd. Detektiven Leo McCarthy som utreder mordet upptäcker samtidigt att justitiedepartementet inte ger honom alla ledtrådar och börjar nysta i fallet på egen hand.

## Rollista i urval
- Bryan Brown – Roland "Rollie" Tyler
- Brian Dennehy – Lt. Leo McCarthy
- Diane Venora – Ellen
- Cliff De Young – Martin Lipton
- Mason Adams – Col. Edward Mason
- Jerry Orbach – Nicholas DeFranco
- Joe Grifasi – Mickey
- Trey Wilson – Lt. Murdoch
- Tom Noonan – Varrick
- Josie de Guzman – Marisa Velez
- M'el Dowd – Miss Joyce Lehman
- Roscoe Orman – Capt. Wallenger
- Martha Gehman – Andy
- Angela Bassett – TV-reporter (hennes filmdebut)